# AMC Concord

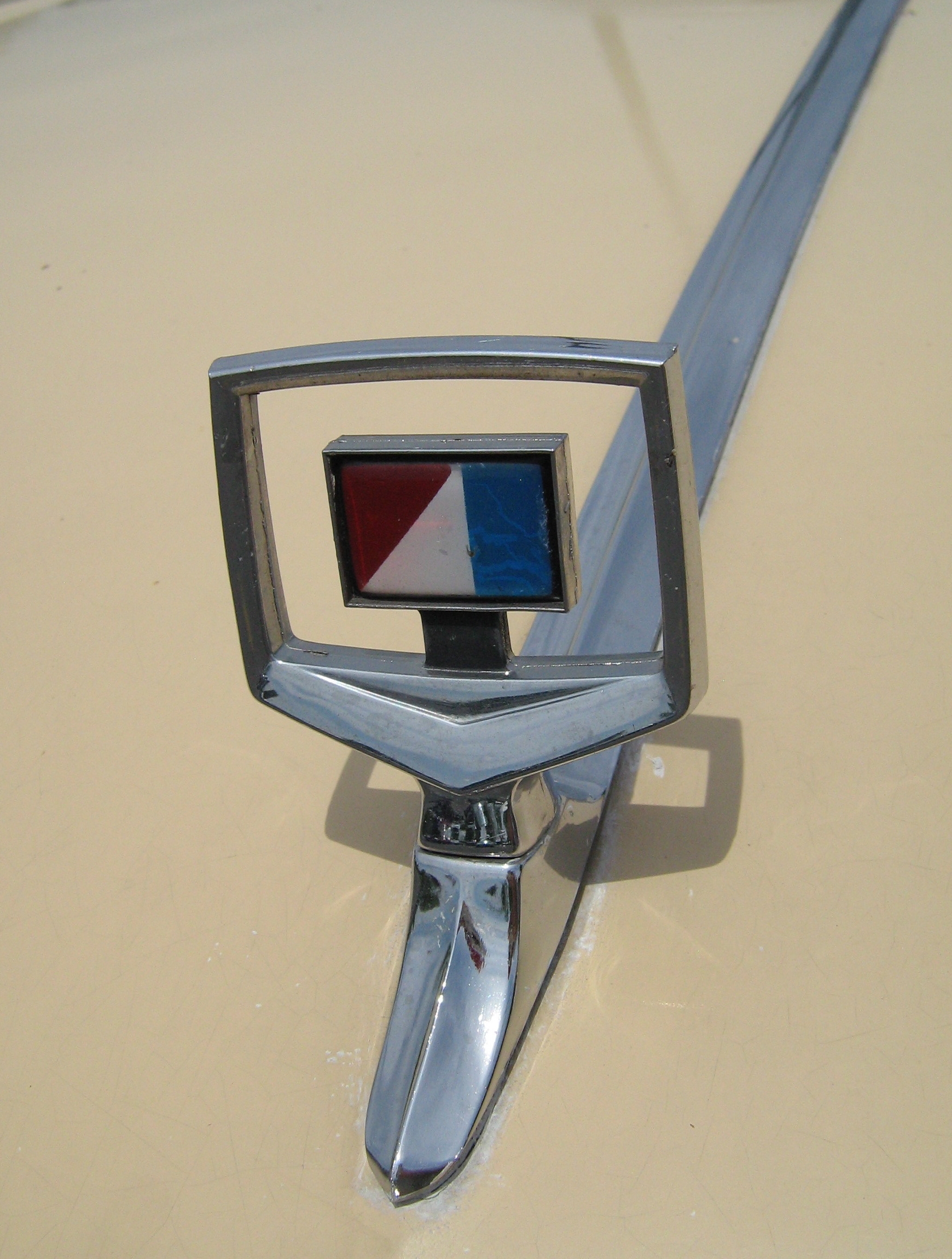
Эмблема на капоте AMC Concord

AMC Concord — компактный автомобиль, выпускавшийся с 1978 по 1983 модельный год компанией American Motors Corporation.

## Описание
AMC Concord дебютировал в 1977 году для 1978 модельного года. Кузова: четырёхдверный седан, двухдверное купе (до 1982 года), трёхдверный хетчбэк (до 1979 года) и четырёхдверный универсал. В течение 1981—1982 годов выпускался также кабриолет Concord Sundancer.
Компания Vehiculos Automotores Mexicanos (VAM) выпускала и продавала модифицированные версии Concord на мексиканском рынке под названием VAM American.
Электромобиль на базе AMC Concord продавался в 1979—1980 годах компанией Solargen. Кузов — универсал.
|       | Хетчбэк | Купе    | Седан   | Универсал | Объёмы производства |
| ----- | ------- | ------- | ------- | --------- | ------------------- |
| 1978  | 2,572   | 50,482  | 42,126  | 23,573    | 118,753             |
| 1979  | 2,331   | 40,110  | 40,134  | 20,278    | 102,853             |
| 1980  | —       | 27,845  | 35,198  | 17,413    | 80,456              |
| 1981  | —       | 15,496  | 24,403  | 15,198    | 55,097              |
| 1982  | —       | 6,132   | 25,572  | 12,106    | 43,810              |
| 1983  | —       | —       | 4,433   | 867       | 5,300               |
| Всего | 4,903   | 140,065 | 171,866 | 89,435    | 406,269             |

## Галерея

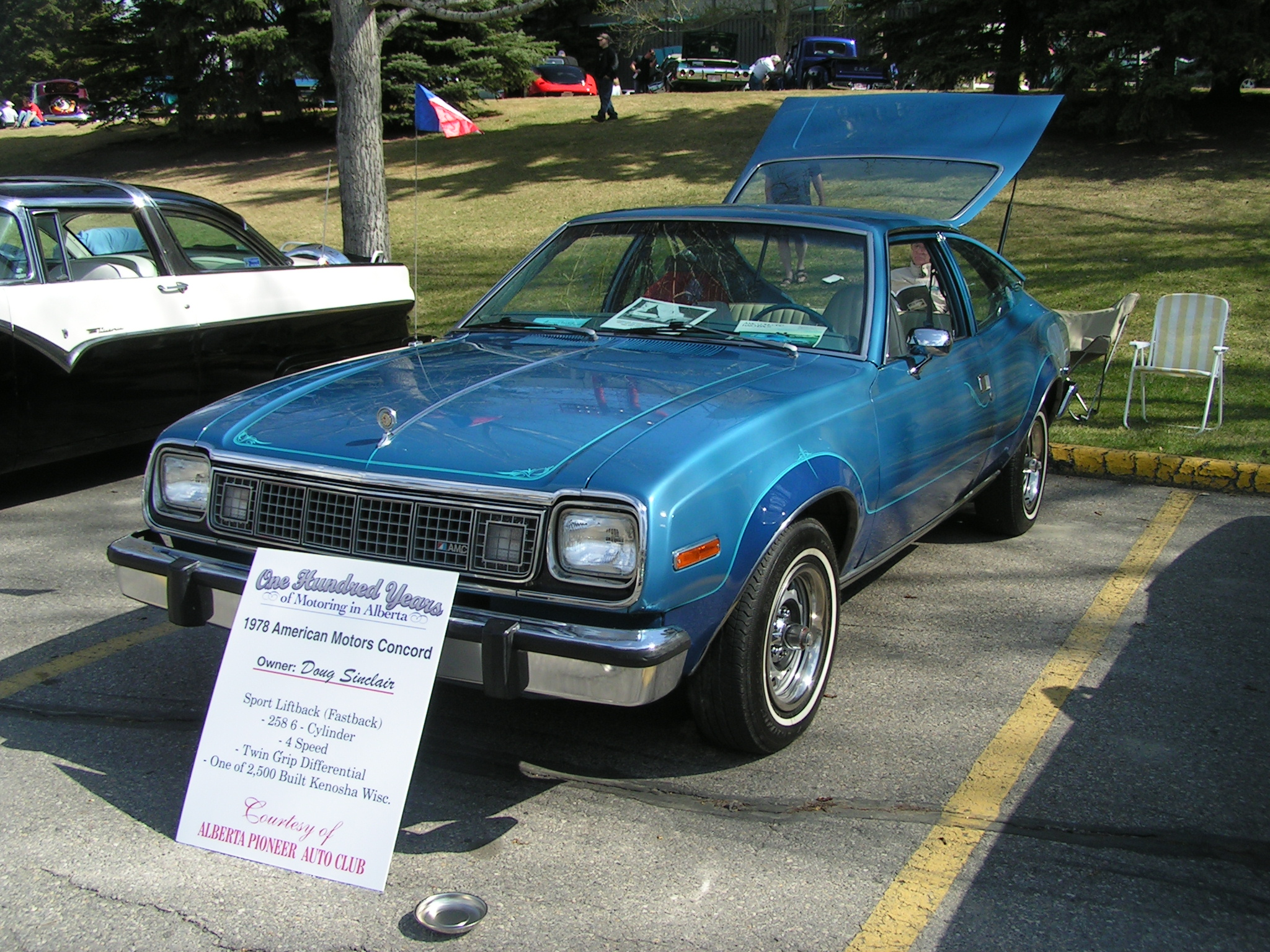
1978 AMC Concord DL Sport (лифтбек)
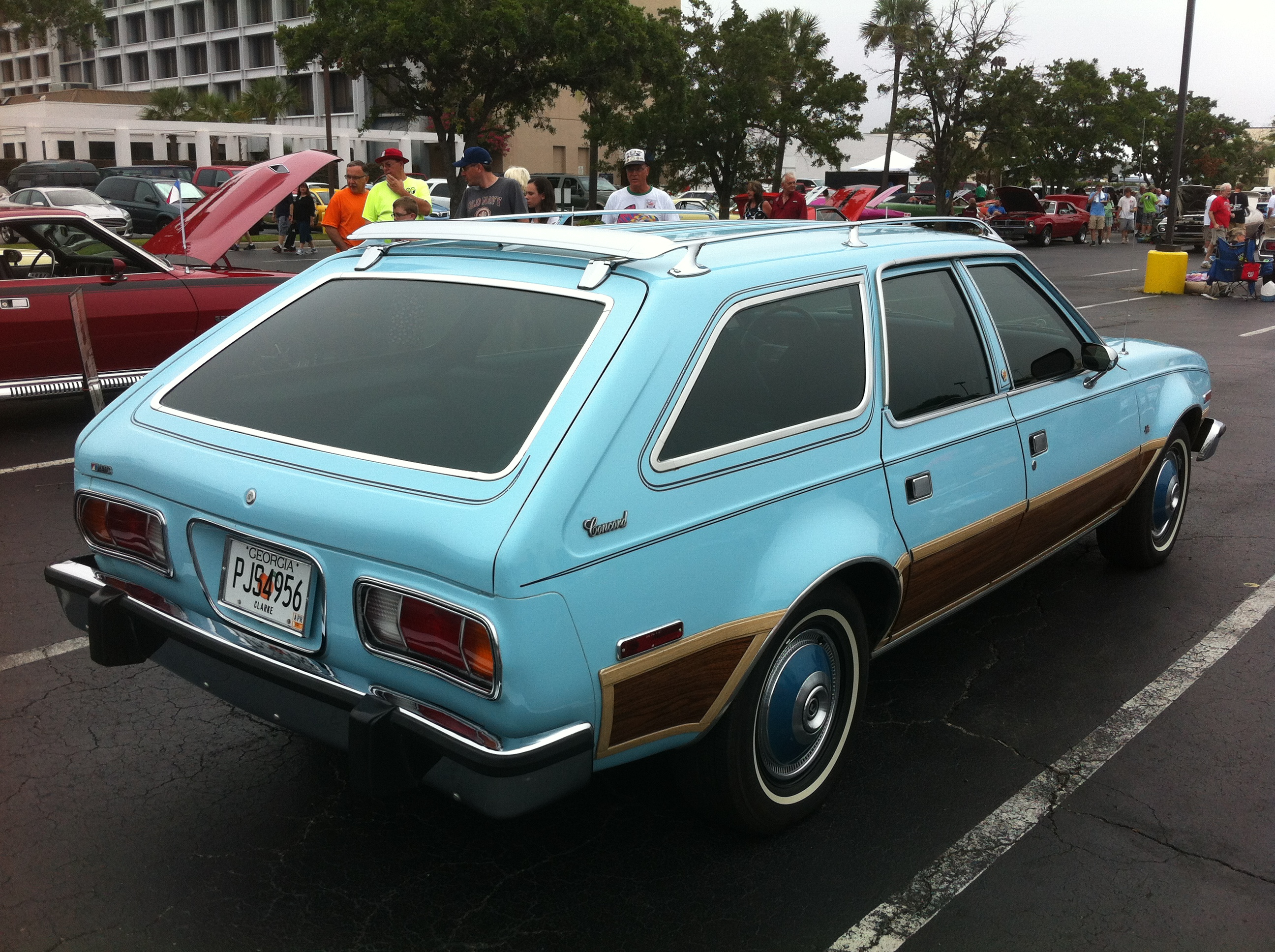
1978 AMC Concord DL (универсал)
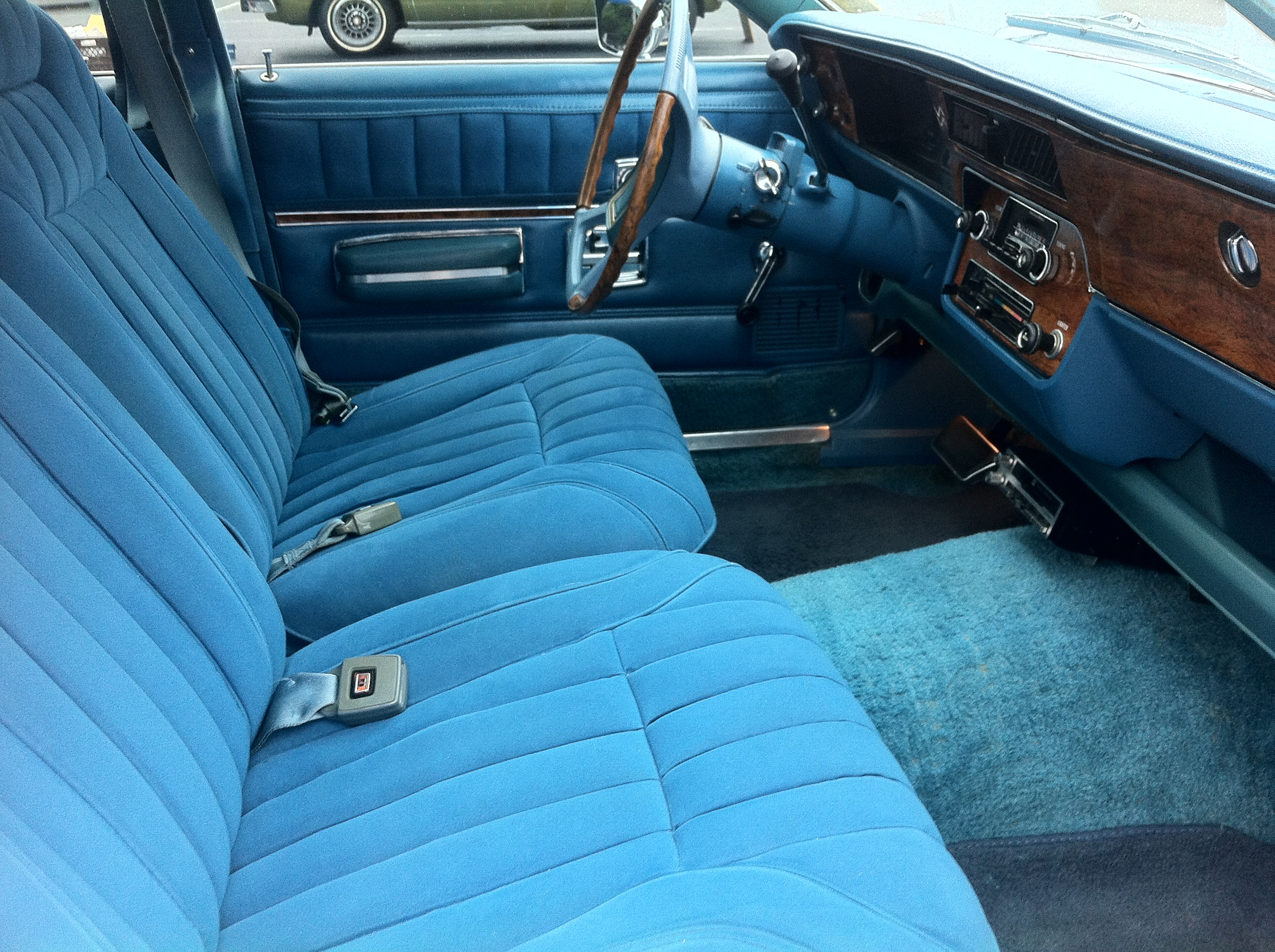
Вельветовая тканевая обивка с деревянными акцентами (1978 AMC Concord DL)
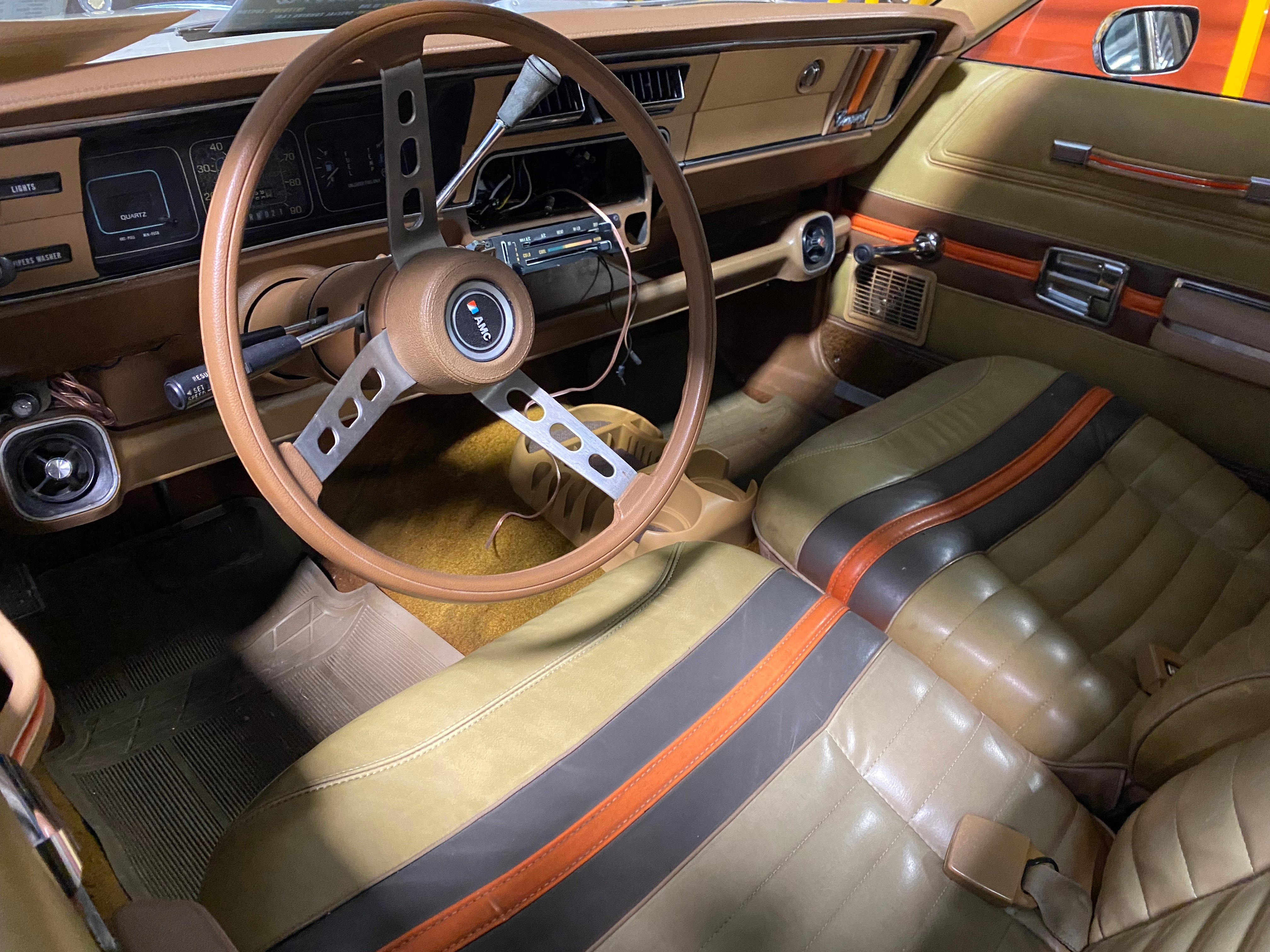
Интерьер (1978 Touring Wagon)
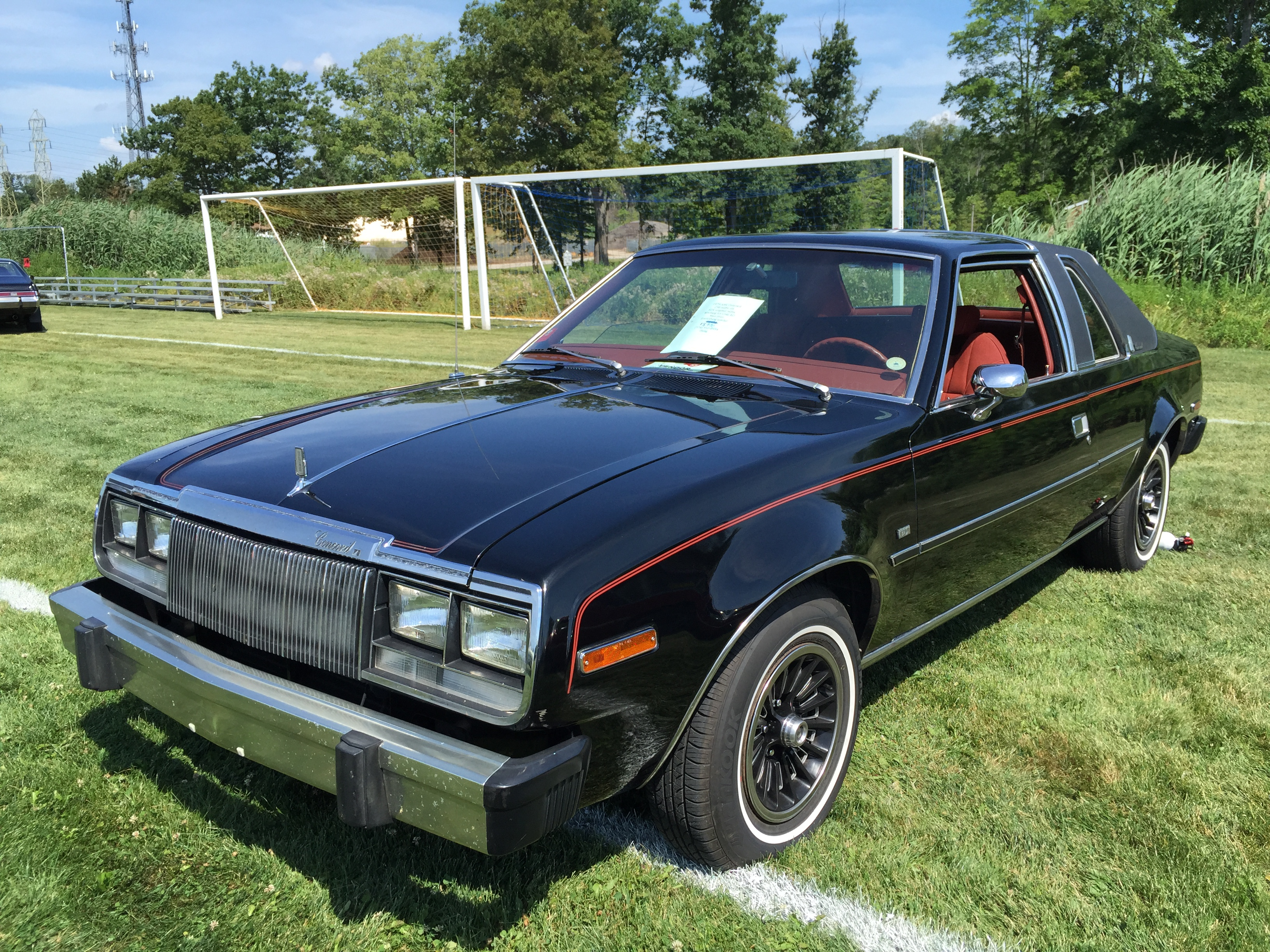
1979 AMC Concord D/L (двухдверный седан)
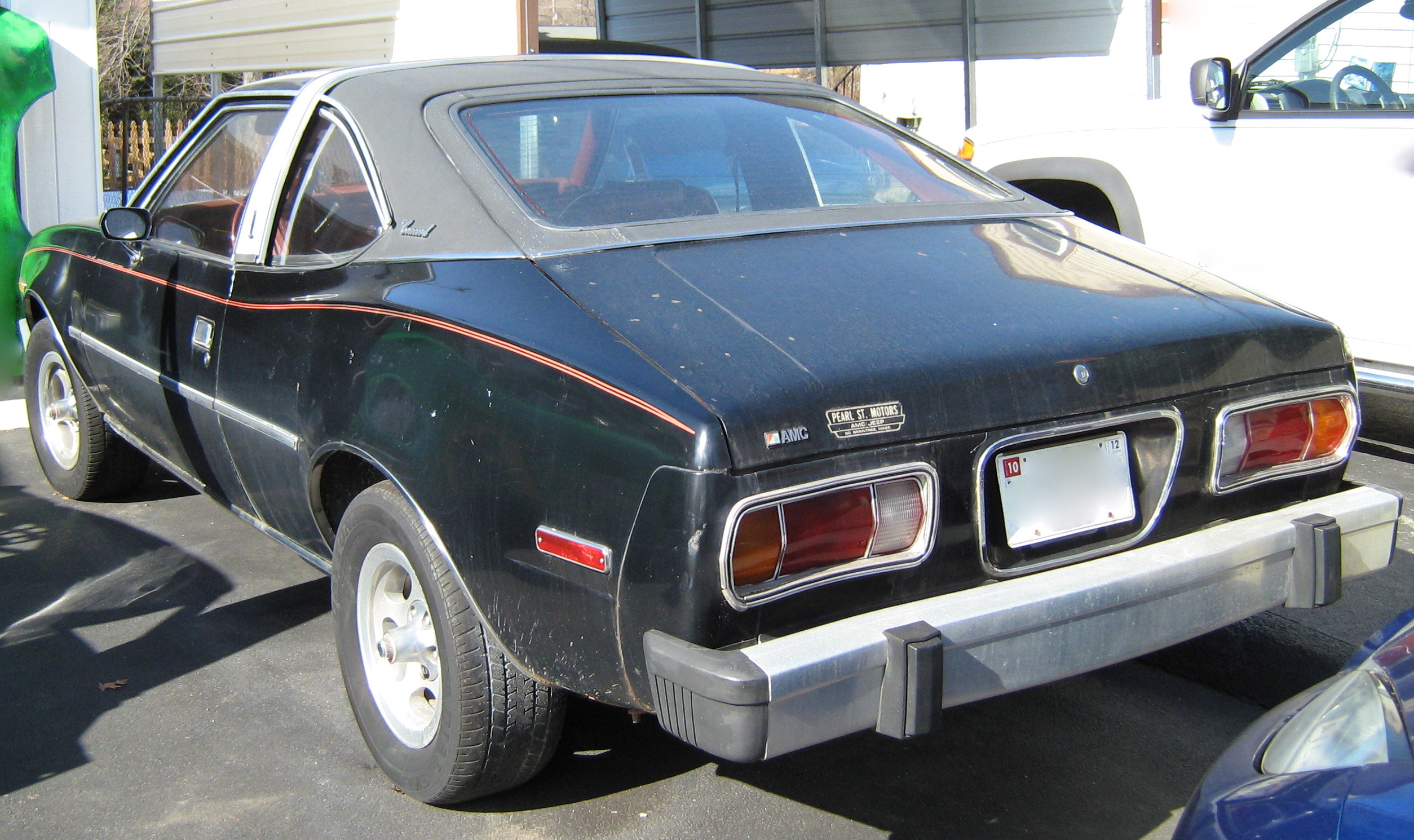
1979 AMC Concord D/L (хетчбэк)
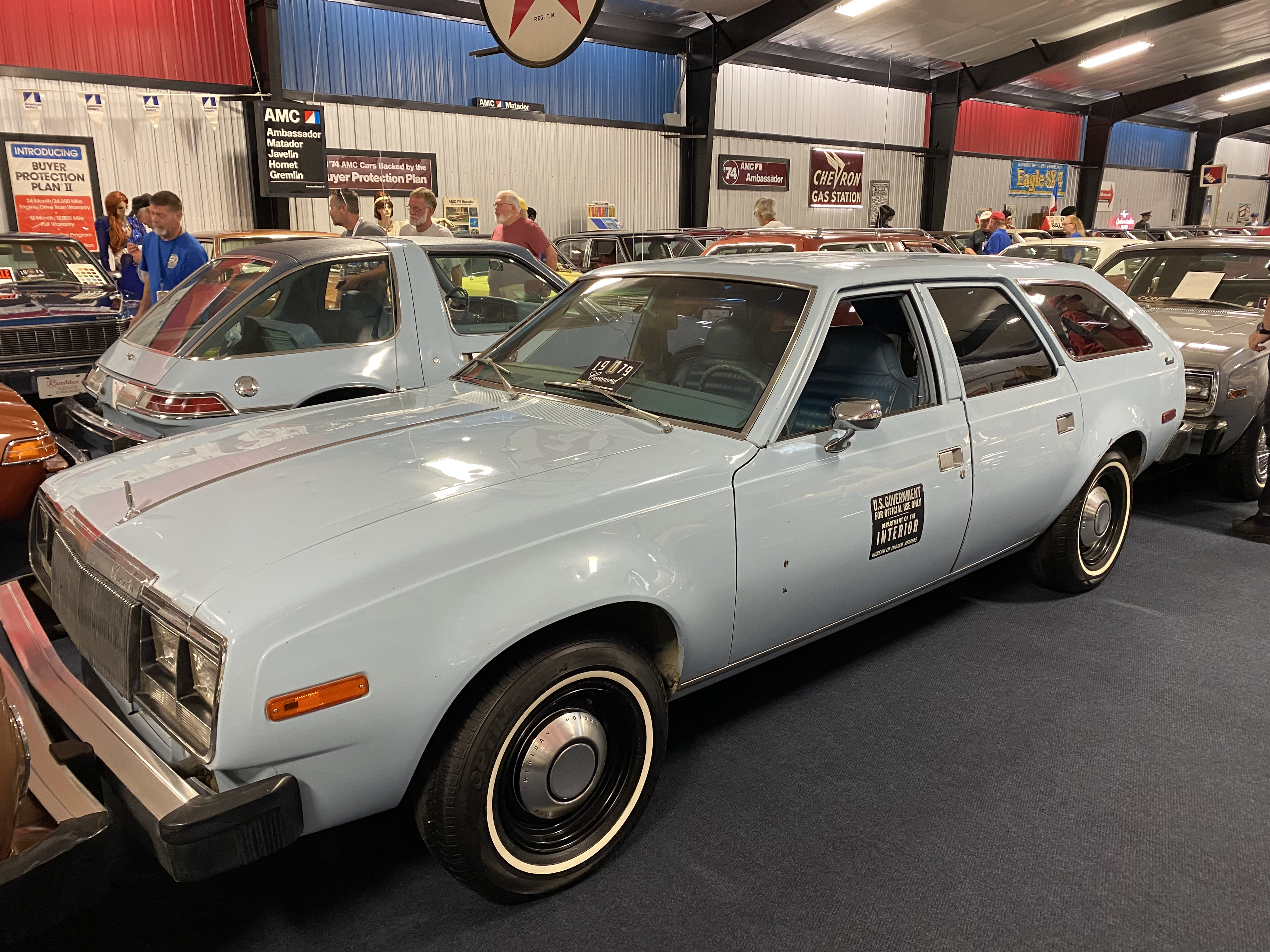
1979 AMC Concord (универсал)
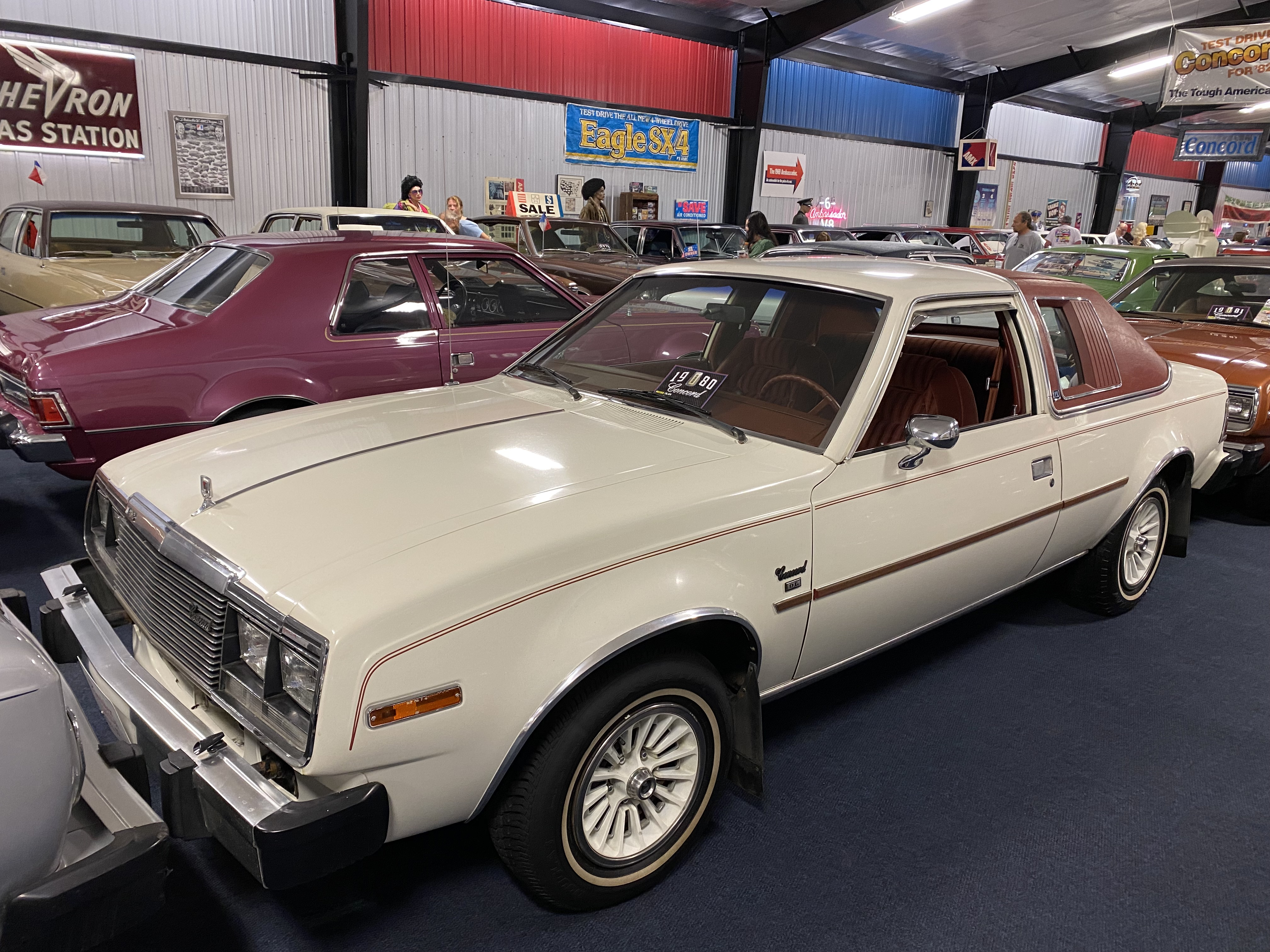
1980 AMC Concord DL (купе)
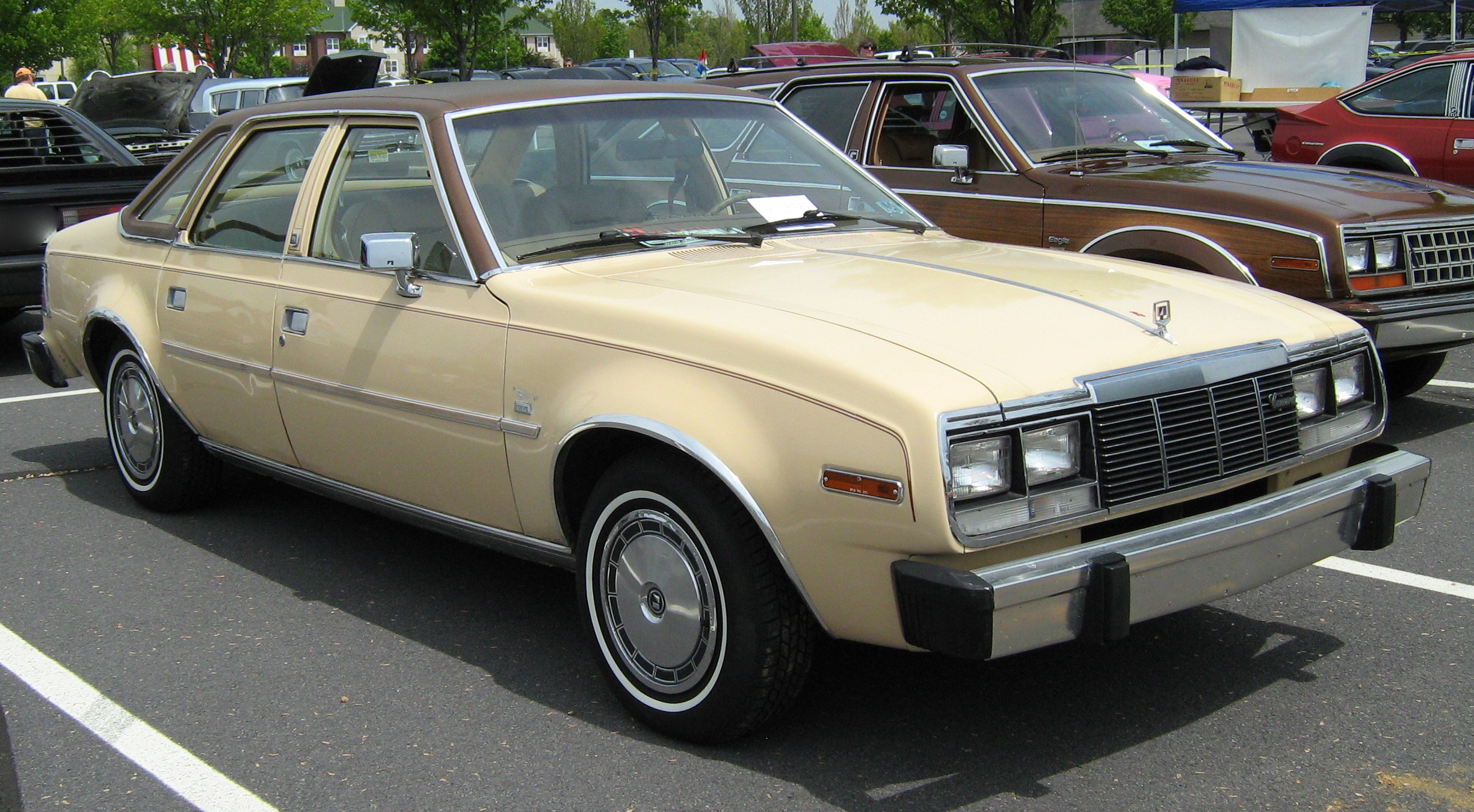
1981 AMC Concord (четырёхдверный седан)
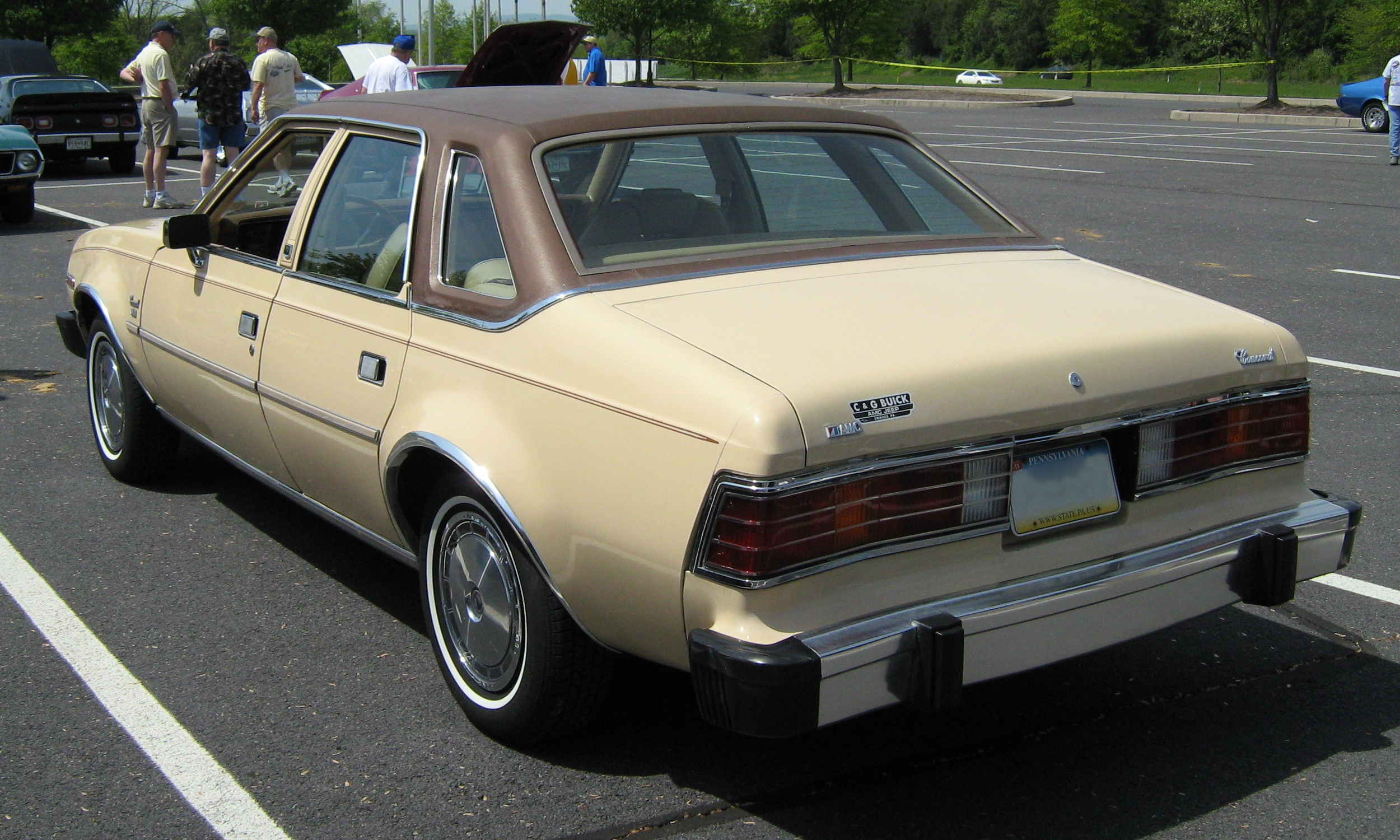
1981 AMC Concord (четырёхдверный седан)
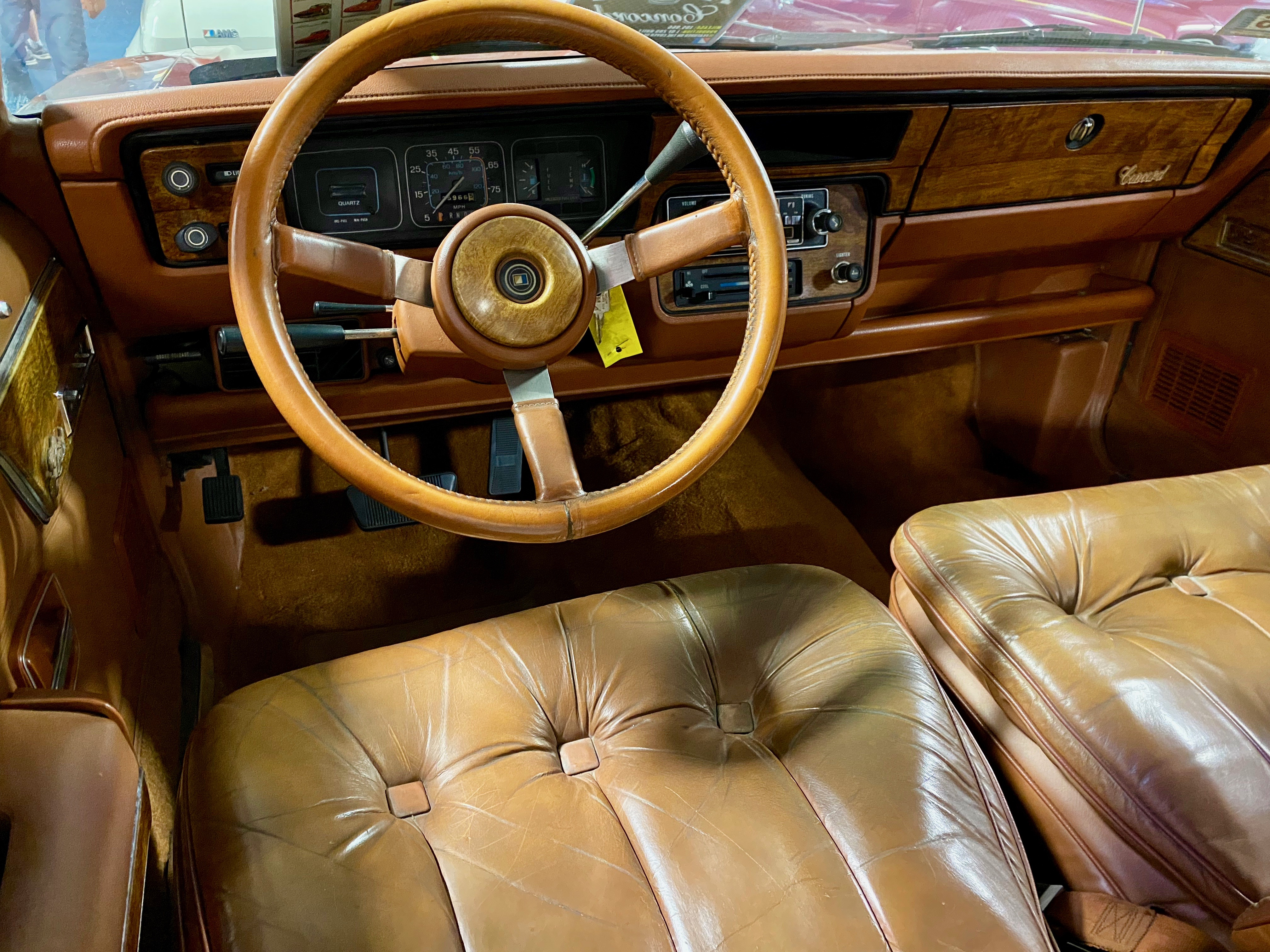
1981 AMC Concord Limited (интерьер)
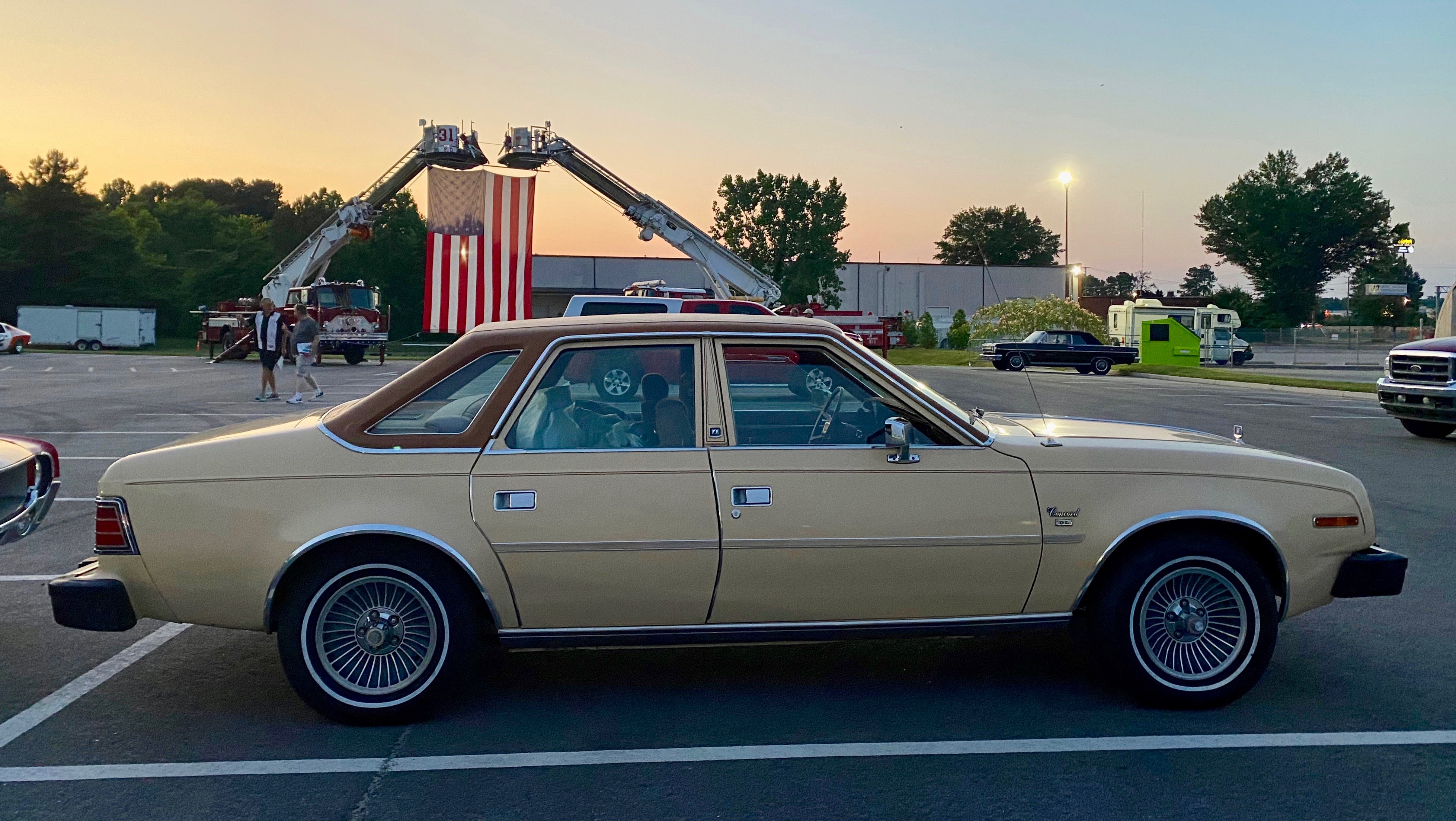
1982 AMC Concord DL (седан)
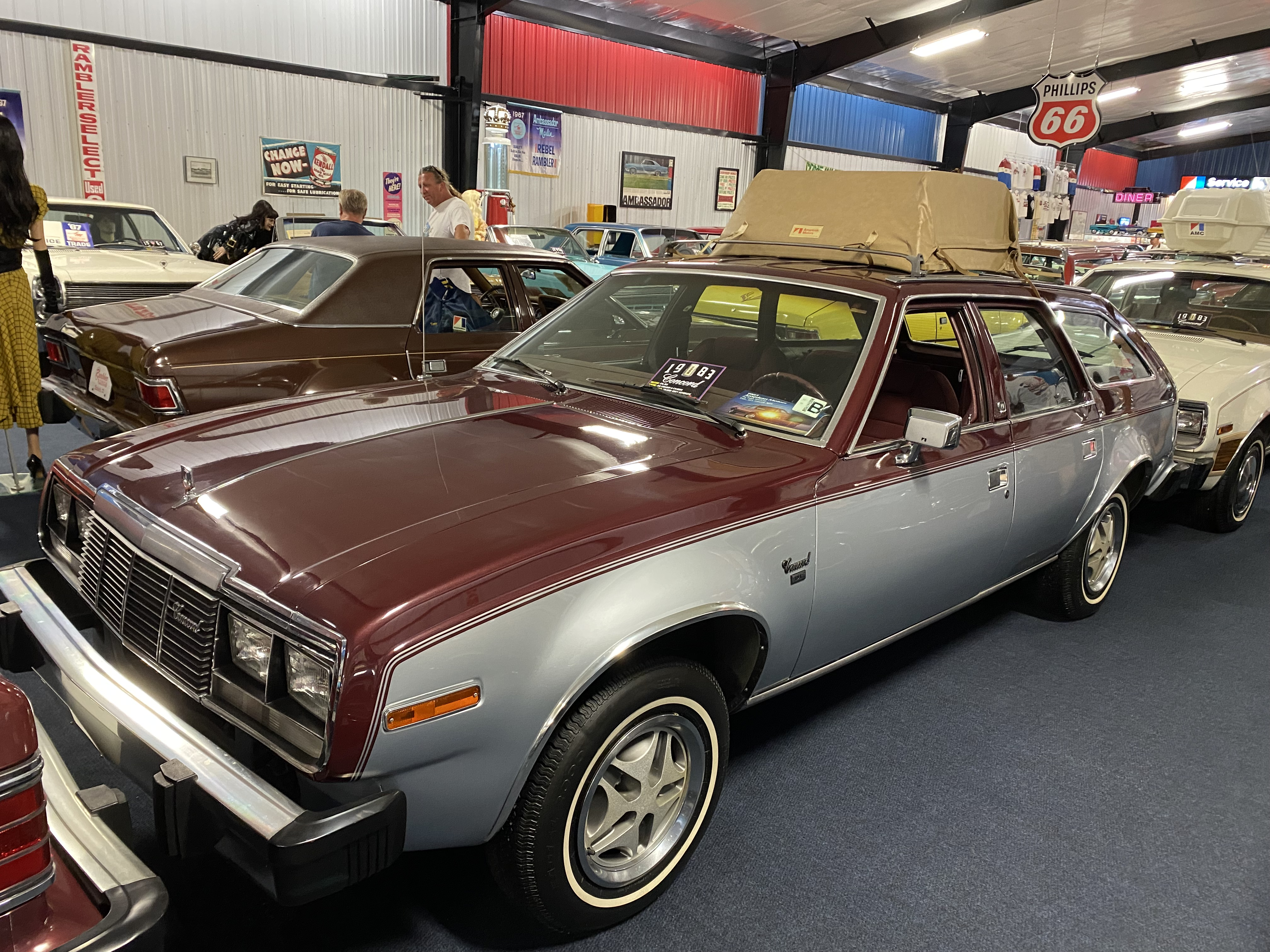
1983 AMC Concord DL (универсал)
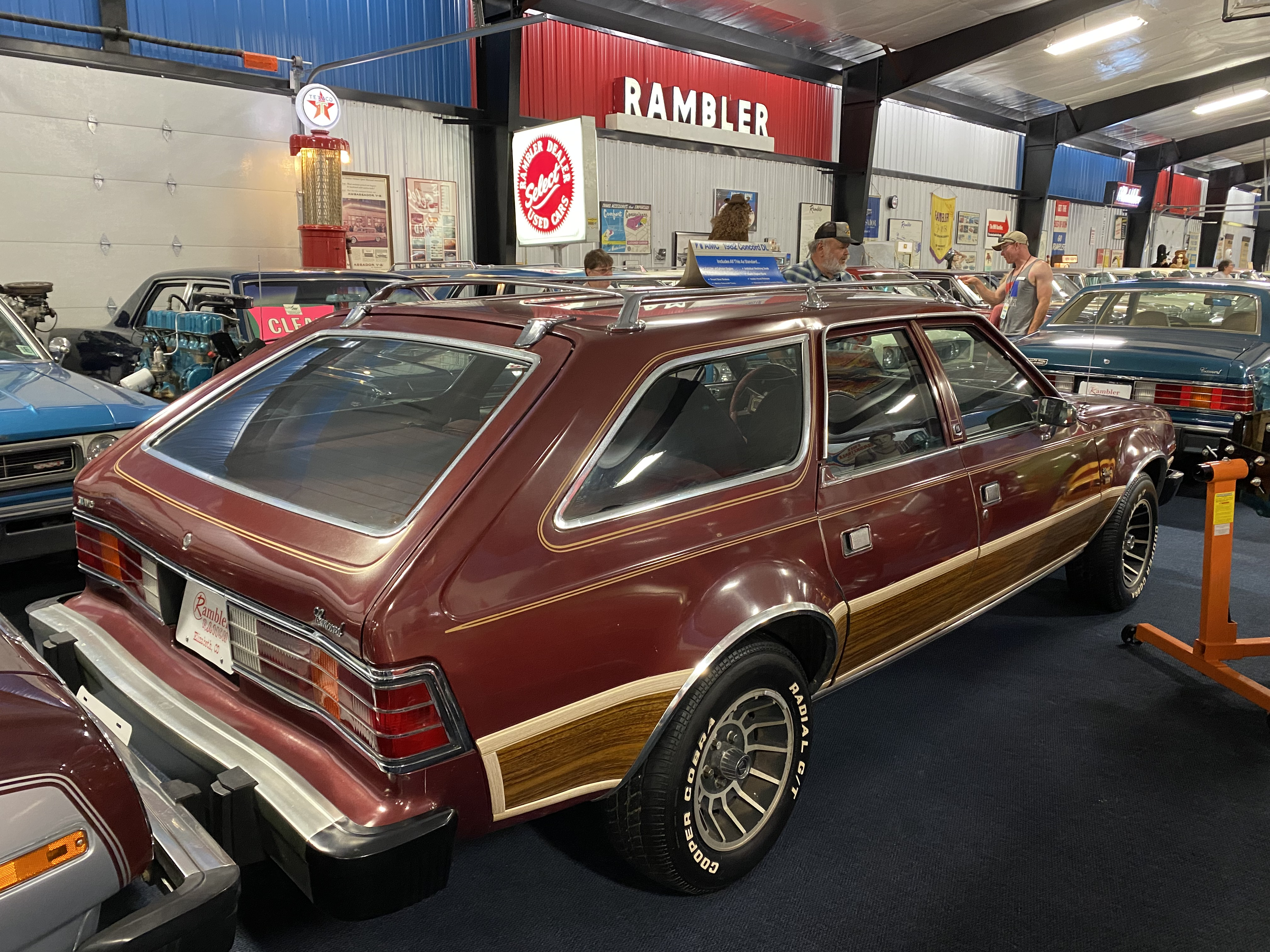
AMC Concord D/L (универсал)

## Solargen Electric

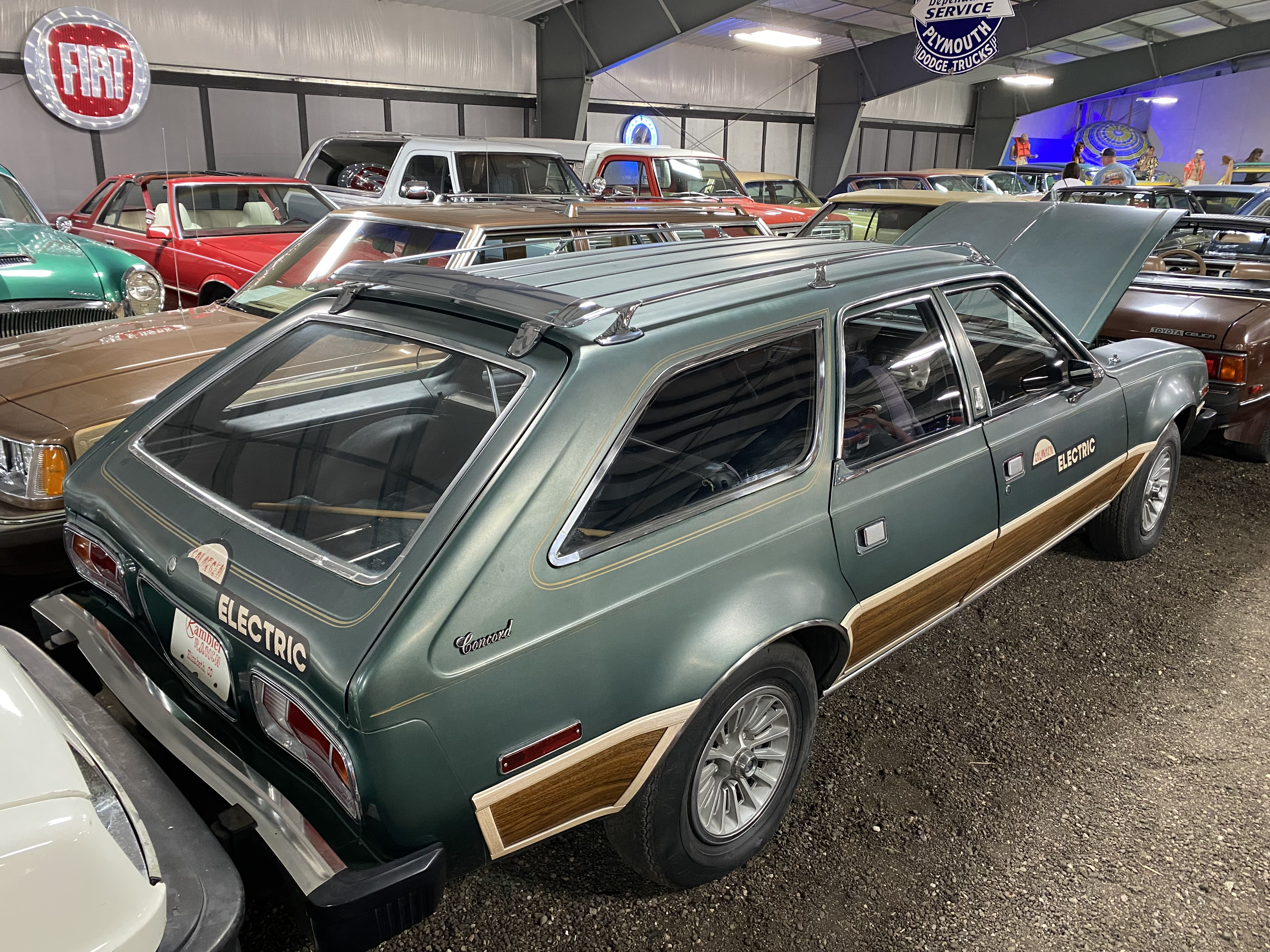
1979 Solargen Electric AMC Concord (универсал)

Компания Solargen Electric Motor Car Company, производившая подключаемые автомобили с питанием от аккумулятора, выпускала комплектующие AMC Concord в течение 1979—1980 годов. Автор идеи — Стивен Дж. Ромер (англ. Steven J. Romer), юрист из Манхэттэна, получивший в 1979 году грант Министерства энергетики США (DOE) на производство электромобилей. Компания также получила поощрения и пустующие здания от города Кортленд, штат Нью-Йорк.

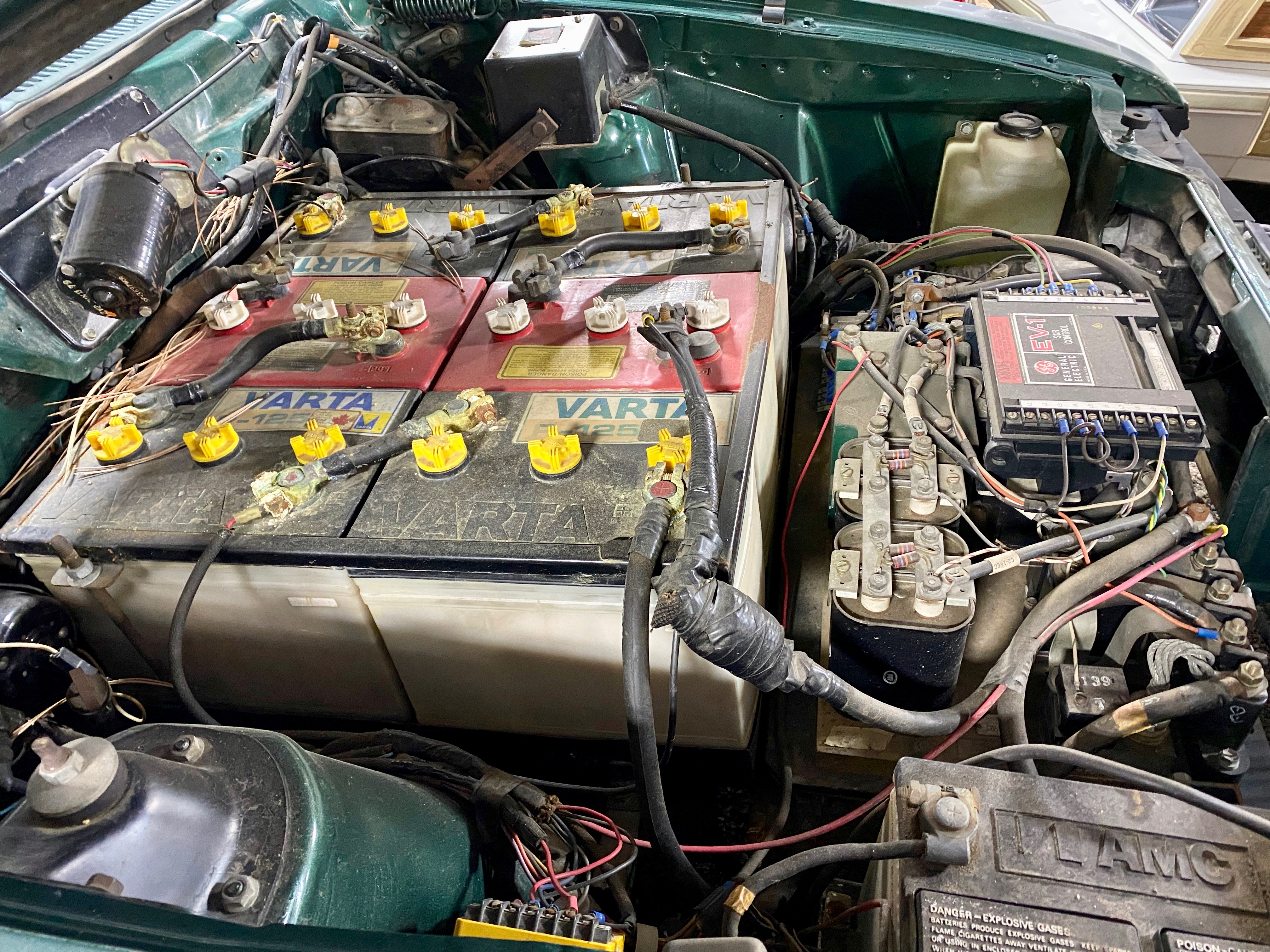
Аккумулятор и контроллер двигателя постоянного тока в моторном отсеке Solargen Electric AMC Concord

К концу октября 1979 года планировалось открыть 30 дилерских центров Solargen по всему округу. Возникли проблемы с усовершенствованными аккумуляторами, поэтому автомобили поставлялись с 20 обычными свинцово-кислотными аккумуляторами под капотом и под задним отсеком. Запас хода после 12-часовой зарядки составлял 48—51 км.
По словам представителей компании, короткий производственный цикл Concord был остановлен в конце декабря 1979 года из-за задержек с получением «основного компонента». Впоследствии компания Solargen подала иск против AMC на 2,2 миллиарда долларов, утверждая, что автопроизводитель вступил в сговор и отказался от обязывающего соглашения о поставке 3000 Concord без силового агрегата по 3000 долларов каждый, а затем не только поднял цену до 4593 долларов за планер, но и задержал их доставку. В иске также утверждалось, что рост цен и задержки были результатом давления со стороны General Motors «с целью саботировать перспективы коммерческого успеха Solargen» и что AMC была в сговоре с GM в нарушение закона Шермана.
Продолжая необычные сделки и историю предприятия, Ромер, как полагается, отправился в Сьерра-Леоне в 1991 году вместе с 25 миллионами долларов от 40 различных клиентов. Позднее Ромер был признан виновным в хищении 7 миллионов долларов у инвесторов и приговорён к 22 годам тюремного заключения.

## В кинематографе
В фильме 1978 года «Бетси» (англ. The Betsy) рассказывается история о семейном автопроизводителе и его надеждах на возвращение к прибыльности на новой модели. Показывается, как автомобили AMC Concord достраиваются и окрашиваются на сборочной линии AMC в Кеноше, штат Висконсин.
Компания American Motors спонсировала телесериал «Чудо-женщина» (англ. Wonder Woman) в более поздних сезонах, и в результате автомобили AMC, такие как Concord AMX 1978 года выпуска из «Чудо-женщины», использовались главным героем, а также получали обширное «личное время» в сериале.